# Uguale a ieri
Uguale a ieri è il terzo singolo estratto dall'album Confusa e felice della cantautrice catanese Carmen Consoli del 1997.
Con questo brano Carmen partecipa al programma Vota la Voce, nell'estate dello stesso anno.

## Tracce
1. Uguale a ieri
2. Fidarmi delle tue carezze (live)